# Solers (Sant Pere de Ribes)
Solers és una obra del municipi de Sant Pere de Ribes (Garraf) protegida com a bé cultural d'interès local.

## Descripció
L'edifici del palau dels Solers està situat a l'esquerra de la carretera de Vilanova a Sant Pere de Ribes. És una construcció aïllada, de grans dimensions que es complementa amb altres edificacions annexes. Té planta rectangular i cobertes de teula. La façana s'estructura en un doble nivell de profunditat, definit per l'existència de dos cossos verticals més avançats.
El conjunt es troba envoltat d'un jardí. És remarcable la utilització d'elements del vocabulari estètic del classicisme noucentista, tant pel que fa a l'arquitectura com en els esgrafiats de la façana principal.

## Història
La quadra dels Solers apareix documentada des del segle xvi. Se sap que van residir els monjos de l'orde de Sant Agustí fins a la desamortització. El 2 de febrer de 1845, la finca va ser adquirida pel banquer Casimir Girona que va realitzar diverses obres de reforma. L'any 1909 va passar a ser propietat de l'enginyer Eduard Maristany, el primer marquès de l'Argentera, que a més d'instal·lar unes caves, va fer construir l'any 1918 una casa-palau. Durant la Guerra Civil, l'edifici va ser confiscat i utilitzat com a Hospital de Sang pel Cos de Carrabiners de la II República. Posteriorment, de 1978 a 1999 va esdevenir la seu del Gran Casino de Barcelona.